# 贝里公爵约翰
贝里的约翰（法語： 1340年11月30日—1416年6月15日）是法王约翰二世的第三子，奥弗涅的统治者，拥有贝里公爵、普瓦捷和蒙龐謝伯爵头衔。在后世，他主要以泥金写本收藏家的身份知名，《貝里公爵的豪華時禱書》是由他出钱完成的。